# 1. Tennis-Bundesliga (Herren 30) 2006
Die 1. Tennis-Bundesliga der Herren 30 wurde 2006 zum dritten Mal ausgetragen.
Im Zeitraum vom 6. Mai bis zum 25. Juni 2006 kämpften sieben Teams um die Meisterschaft im Herren 30 Tennis.

## Spieltage und Mannschaften
| Spieltage                                  | Spieltage                    | Spieltage                    |
| ------------------------------------------ | ---------------------------- | ---------------------------- |
| 1. Spieltag: Sa., 6. Mai 2006, 13:00 Uhr   | So., 7. Mai 2006, 11:00 Uhr  | So., 7. Mai 2006, 11:00 Uhr  |
| 2. Spieltag: Sa., 13. Mai 2006, 11:00 Uhr  | So., 14. Mai 2006, 11:00 Uhr | So., 14. Mai 2006, 11:00 Uhr |
| 3. Spieltag: Sa., 20. Mai 2006, 12:00 Uhr  | So., 21. Mai 2006, 11:00 Uhr | So., 21. Mai 2006, 12:00 Uhr |
| 4. Spieltag: Do., 25. Mai 2006, 11:00 Uhr  |                              |                              |
| 5. Spieltag: Sa., 27. Mai 2006, 11:00 Uhr  | Sa., 27. Mai 2006, 12:00 Uhr | So., 28. Mai 2006, 11:00 Uhr |
| 6. Spieltag: So., 11. Juni 2006, 11:00 Uhr |                              |                              |
| 7. Spieltag: So., 25. Juni 2006, 11:00 Uhr |                              |                              |

| Mannschaften      |
| ----------------- |
| DTV Hannover      |
| Gladbacher HTC    |
| KHTC Mülheim      |
| Marienburger SC   |
| TSG Backnang 1925 |
| TSV Feldkirchen   |
| TV Nassau         |

## Abschlusstabelle
|     | Mannschaft        | Begegnungen | Punkte | Matches | Sätze | Spiele  |
| --- | ----------------- | ----------- | ------ | ------- | ----- | ------- |
| 01. | Gladbacher HTC    | 6           | 12:0   | 38:16   | 78:42 | 607:462 |
| 02. | TV Nassau         | 6           | 10:2   | 36:18   | 77:43 | 609:485 |
| 03. | TSG Backnang 1925 | 6           | 8:4    | 30:24   | 68:54 | 569:528 |
| 04. | KHTC Mülheim      | 6           | 6:6    | 30:24   | 65:55 | 585:515 |
| 05. | DTV Hannover      | 6           | 4:8    | 25:29   | 62:64 | 615:582 |
| 06. | Marienburger SC   | 6           | 2:10   | 17:37   | 41:81 | 448:622 |
| 07. | TSV Feldkirchen   | 6           | 0:12   | 13:41   | 36:88 | 410:649 |

|  | Deutscher Meister (Herren 30): Gladbacher HTC                                          |
|  | Abstieg in die 2. Tennis-Bundesliga (Herren 30) 2007: Marienburger SC; TSV Feldkirchen |

## Mannschaftskader
| Pos. | Name                 |
| ---- | -------------------- |
| 1    | Karol Kučera         |
| 2    | Martin Damm          |
| 3    | Ingo Herzgerodt      |
| 4    | Arne Thoms           |
| 5    | Sascha Nensel        |
| 6    | Jens Peter           |
| 7    | Ingo Kroll           |
| 8    | Lars Lampe           |
| 9    | Timo Raude           |
| 10   | Volker Bode          |
| 11   | Alexander Freiberger |
| 12   | Jörn Grunewald       |
| 13   | Dirk Lampe           |
| 14   | Hans-Ralf Großkord   |
| 15   |                      |
| 16   |                      |

| Pos. | Name                 |
| ---- | -------------------- |
| 1    | Bartłomiej Dąbrowski |
| 2    | Gianluca Pozzi       |
| 3    | René Nicklisch       |
| 4    | Ashley Fisher        |
| 5    | Cédric Mélot         |
| 6    | Martijn Belgraver    |
| 7    | Chris Wilkinson      |
| 8    | Nick Weal            |
| 9    | Davy Sels            |
| 10   | Martin Vosswinkel    |
| 11   | Stefan Lohse         |
| 12   | Henrik Schmidt       |
| 13   | Markus Liesen        |
| 14   | Arndt Küskes         |
| 15   |                      |
| 16   |                      |

| Pos. | Name                |
| ---- | ------------------- |
| 1    | Christian Schäffkes |
| 2    | Michael Schmidtmann |
| 3    | Jan Stremmel        |
| 4    | Matthias Müller     |
| 5    | Peter Vehar         |
| 6    | Hendrik Jan Davids  |
| 7    | Michael Veeser      |
| 8    | Carsten Thamm       |
| 9    | Marcus Lemke        |
| 10   | Carsten Lemke       |
| 11   | Jan-Henrik Söller   |
| 12   | Uwe Schumann        |
| 13   |                     |
| 14   |                     |
| 15   |                     |
| 16   |                     |

| Pos. | Name                |
| ---- | ------------------- |
| 1    | Marc-Kevin Goellner |
| 2    | Pietro Pennisi      |
| 3    | Andreas Ense        |
| 4    | Dirk Hortian        |
| 5    | Axel Neuhausen      |
| 6    | Scott Gessner       |
| 7    | Markus Neuhausen    |
| 8    | Gisbert Pauli       |
| 9    | Olaf Kühle          |
| 10   | Markus Holthaus     |
| 11   | Guido Steil         |
| 12   | Volker Bloch        |
| 13   | Wolfgang Meller     |
| 14   | Torsten Salm        |
| 15   |                     |
| 16   |                     |

| Pos. | Name              |
| ---- | ----------------- |
| 1    | Sander Groen      |
| 2    | Petr Dezort       |
| 3    | Daniel Fiala      |
| 4    | Filip Kascak      |
| 5    | Michael Kocher    |
| 6    | Thomas Breuninger |
| 7    | Michael Barth     |
| 8    | Martin Fortun     |
| 9    | Lars Vietense     |
| 10   | Matthias Breucker |
| 11   | Thorsten Mattis   |
| 12   |                   |
| 13   |                   |
| 14   |                   |
| 15   |                   |
| 16   |                   |

| Pos. | Name                  |
| ---- | --------------------- |
| 1    | Paul Haarhuis         |
| 2    | Álex López Morón      |
| 3    | Iztok Božic           |
| 4    | Amr Ghoneim           |
| 5    | Marko Por             |
| 6    | Adam Skrzypczak       |
| 7    | Thomas Buchmeyer      |
| 8    | Jeroen Roose          |
| 9    | Jaroslav Bulant       |
| 10   | David Arijs           |
| 11   | Franky Backx          |
| 12   | Raymond Thomas Bender |
| 13   | Jörg Barzen           |
| 14   |                       |
| 15   |                       |
| 16   |                       |

| Pos. | Name               |
| ---- | ------------------ |
| 1    | Sascha Petratschek |
| 2    | Lars Jönsson       |
| 3    | Thassilo Haun      |
| 4    | Peter Anneser      |
| 5    | Thomas Bruckdorfer |
| 6    | Goran Prpić        |
| 7    | Ralf Gruber        |
| 8    | Stefan Daubinger   |
| 9    | Markus Riess       |
| 10   | Frank Seitz        |
| 11   | Hans Gollwitzer    |
| 12   | David Gassmann     |
| 13   | Christian Anneser  |
| 14   | Manfred Hargasser  |
| 15   |                    |
| 16   |                    |

## Ergebnisse
Spielfreie Begegnungen werden nicht gelistet
| Datum/Uhrzeit      | Heimmannschaft    | Gastmannschaft    | Matches | Sätze | Spiele  |
| ------------------ | ----------------- | ----------------- | ------- | ----- | ------- |
| Sa. 6. Mai 13:00   | DTV Hannover      | KHTC Mülheim      | 3:6     | 8:12  | 91:103  |
| So. 7. Mai 11:00   | TV Nassau         | TSV Feldkirchen   | 7:2     | 14:7  | 111:85  |
| So. 7. Mai 11:00   | Gladbacher HTC    | Marienburger SC   | 6:3     | 13:7  | 106:71  |
| Sa. 13. Mai 11:00  | TSV Feldkirchen   | DTV Hannover      | 2:7     | 6:16  | 72:120  |
| So. 14. Mai 11:00  | KHTC Mülheim      | Marienburger SC   | 7:2     | 14:5  | 100:57  |
| So. 14. Mai 11:00  | TSG Backnang 1925 | TV Nassau         | 3:6     | 7:12  | 79:88   |
| Sa. 20. Mai 12:00  | DTV Hannover      | TV Nassau         | 4:5     | 10:11 | 109:109 |
| So. 21. Mai 11:00  | TSG Backnang 1925 | Gladbacher HTC    | 3:6     | 9:13  | 95:111  |
| So. 21. Mai 12:00  | Marienburger SC   | TSV Feldkirchen   | 6:3     | 13:8  | 102:74  |
| Do. 25. Mai 11:00  | Gladbacher HTC    | KHTC Mülheim      | 5:4     | 10:8  | 84:81   |
| Do. 25. Mai 11:00  | TV Nassau         | Marienburger SC   | 9:0     | 18:0  | 110:41  |
| Do. 25. Mai 11:00  | TSV Feldkirchen   | TSG Backnang 1925 | 1:8     | 3:16  | 44:97   |
| Sa. 27. Mai 11:00  | Gladbacher HTC    | TSV Feldkirchen   | 8:1     | 16:2  | 97:39   |
| Sa. 27. Mai 12:00  | KHTC Mülheim      | TV Nassau         | 4:5     | 9:11  | 82:92   |
| So. 28. Mai 11:00  | TSG Backnang 1925 | DTV Hannover      | 5:4     | 11:9  | 93:96   |
| So. 11. Juni 11:00 | KHTC Mülheim      | TSG Backnang 1925 | 4:5     | 9:11  | 97:95   |
| So. 11. Juni 11:00 | TV Nassau         | Gladbacher HTC    | 4:5     | 11:10 | 99:89   |
| So. 11. Juni 11:00 | Marienburger SC   | DTV Hannover      | 3:6     | 8:14  | 85:122  |
| So. 25. Juni 11:00 | Marienburger SC   | TSG Backnang 1925 | 3:6     | 8:14  | 92:110  |
| So. 25. Juni 11:00 | DTV Hannover      | Gladbacher HTC    | 1:8     | 5:16  | 77:120  |
| So. 25. Juni 11:00 | TSV Feldkirchen   | KHTC Mülheim      | 4:5     | 10:13 | 96:122  |